# Шишковица
Шишковица е село в Североизточна България. То се намира в община Антоново, област Търговище.

## Личности
- Ангел Петров (1920-?), български политик от БКП

1. ↑  www.grao.bg